# Луна-25

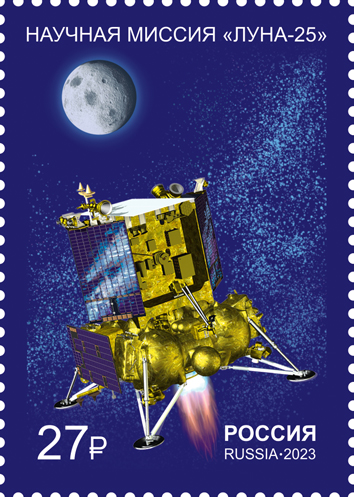
АМС «Луна-25» на почтовой марке России 2023 года

«Луна́-25» (до апреля 2013 года аппарат носил название «Луна-Глоб») — автоматическая межпланетная станция (АМС), часть российской лунной программы, первое российское лунное задание, осуществляемое в НПО имени С. А. Лавочкина по исследованию и практическому использованию Луны и окололунного пространства автоматическими межпланетными станциями.
В рамках задания планировалось запустить сначала спускаемый аппарат, а через несколько лет — орбитальный аппарат. Целью задания был запуск автоматического зонда, орбитальная часть которого должна была осуществить дистанционные исследования и выбор подходящих площадок для последующих спускаемых аппаратов, а посадочный аппарат исследовал бы поверхность в районе южного полюса, в том числе криогенным бурением до глубины двух метров (основная задача — поиск воды). Заявленный активный срок работы зонда на поверхности Луны — не менее одного земного года.
Техническое обеспечение задания состоит из четырёх составляющих: космический аппарат «Луна-25», ракета-носитель «Союз-2.1б», наземный комплекс управления и наземный научный комплекс.
Головная организация по научной полезной нагрузке — Институт космических исследований РАН. Научный руководитель проекта — академик Лев Зелёный, главный конструктор проекта — Павел Казмерчук.
Название проекта призвано подчеркнуть преемственность советской лунной программе, последний аппарат которой, «Луна-24», был запущен в 1976 году.
Проект по запуску российского аппарата был начат в 1997 году. Изначально запуск планировался в 2000 году, но многократно переносился — из-за нехватки финансирования, аварии космического аппарата Фобос-Грунт и западных санкций, наложенных в 2014 году.
Запуск автоматической станции «Луна-25» был выполнен 11 августа 2023 года в 02:10:57 по московскому времени с площадки 1С космодрома Восточный с помощью ракеты-носителя «Союз-2.1б» и разгонного блока «Фрегат». Ракета-носитель отработала в штатном режиме, разгонный блок отделился от третьей ступени ракеты и вывел автоматическую станцию на траекторию перелёта к Луне. 16 августа 2023 года станция «Луна-25» была успешно выведена на окололунную орбиту.
19 августа 2023 года, по предварительным данным, вследствие отклонения фактических параметров импульса двигательной установки от расчётных, станция сошла с орбиты и разбилась о поверхность Луны.

## Назначение
Научные задачи
- Поиск воды и летучих соединений в лунном полярном веществе, изучение элементного и изотопного состава поверхности и верхнего слоя полярного реголита.
- Исследования плазменного и пылевого компонентов лунной приповерхностной экзосферы вблизи поверхности, включая взаимодействие солнечного ветра с верхним слоем реголита.

Полярные области Луны (лунные южный и северный полюса) — наиболее перспективные для проведения исследований. Данные, которые были получены в начале XXI века, в том числе и с российского нейтронного прибора ЛЕНД, установленного на американском орбитальном аппарате Lunar Reconnaissance Orbiter, показали, что в полярном реголите есть много летучих соединений космического происхождения, начиная с воды и заканчивая сложными молекулами (эти соединения на Луну приносили кометы). Полюс на Луне можно сравнить с природным холодильником, где в холодных ловушках полярного реголита сотни миллионов лет накапливались и сохранялись слои инея всех космических летучих веществ, когда-либо попадавших на спутник Земли. 

Научные приборы «Луны-25» должны были изучать состав этих веществ, провести оценку массовой доли замёрзшей воды в реголите.
Научно-технологические задачи
- Отработка технологии мягкой посадки.
- Построение карты неоднородности поверхности для отработки системы высокоточной и безопасной посадки КА будущих лунных проектов.
- Изучение физико-механических свойств реголита.

## Конструкция
Конструкционно аппарат можно разделить на две части: верхнюю и нижнюю.
- Верхняя часть. Представляет собой «платформу» — силовая конструкция, к которой прикреплена сотовая панель со служебной аппаратурой и научными приборами. Состоит из панели солнечных батарей, радиатора системы терморегулирования, научных приборов, источника энергии, электронного оборудования станции.
- Нижняя часть — посадочное устройство, представляющее собой конструктив с амортизационными посадочными опорами, обеспечивающими мягкое касание при посадке. На посадочном устройстве закреплена двигательная установка аппарата, с помощью которой производится коррекция траектории перелёта до Луны, торможение при сходе с орбиты и мягкая посадка. В нижней части монтируются топливные баки, датчики, антенны, манипулятор грунтозаборного устройства.

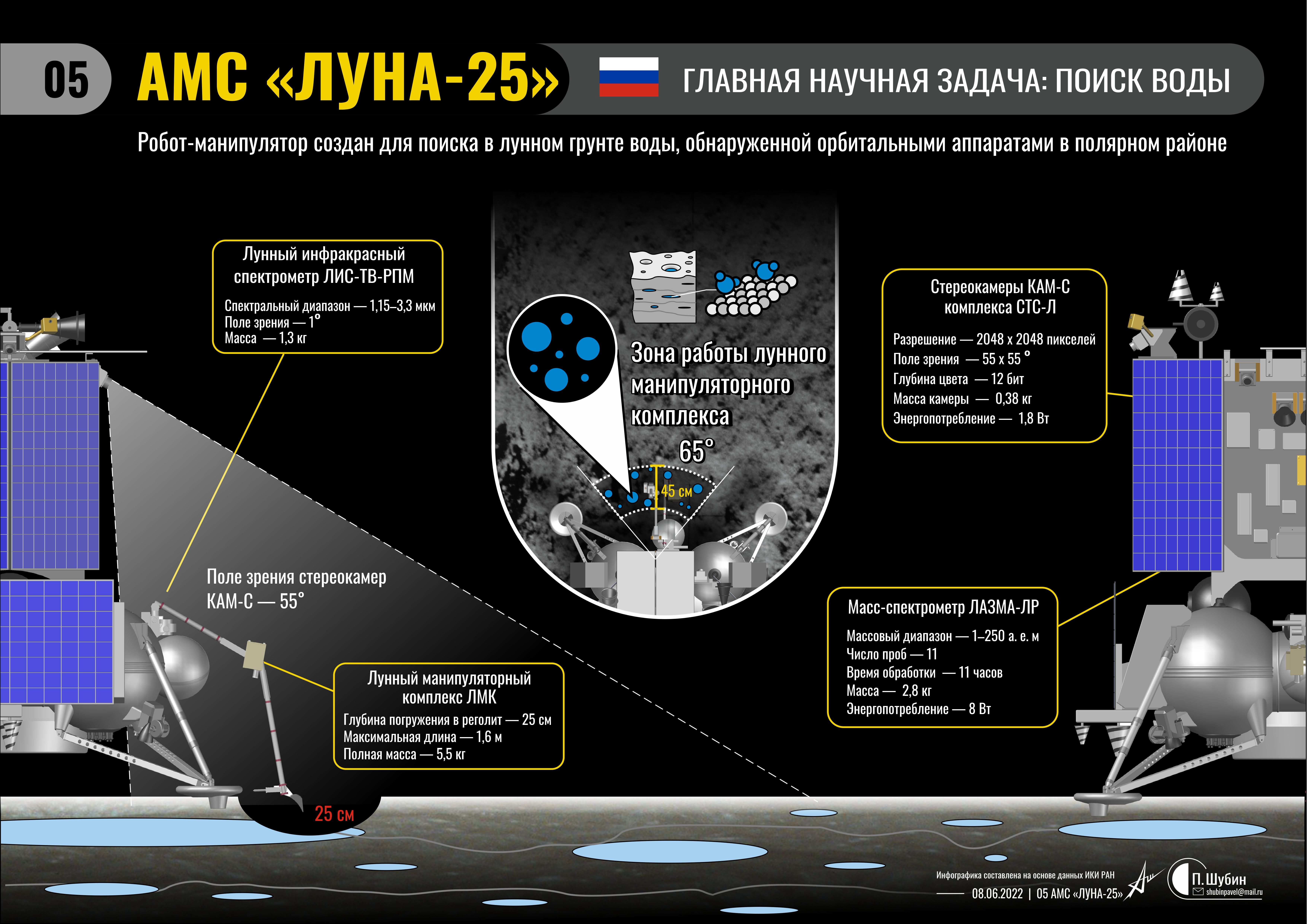
Инфографика АМС «Луна-25»

### Радионуклидный термоэлектрический генератор
В качестве источника энергии использовался радионуклидный термоэлектрический генератор РИТЭГ 238-6,5/3 АВР002Р на основе диоксида плутония-238. РИТЭГ представлял собой цилиндр с фланцем (корпус), выполненный из алюминиевого сплава. Внутри корпуса размещался тепловой блок ТБ-238-130 и полупроводниковая термоэлектрическая батарея. 
Тепловая мощность: от 125 до 130 Вт. Электрическая мощность: от 5 до 8 Вт. Напряжение: 3,5±0,5 В. Масса: 6,2±0,4 кг. 
Помимо обогрева оборудования, вырабатываемая РИТЭГом электроэнергия питала модуль часы реального времени, который должен был отключать научное оборудование перед наступлением лунной ночи и включать бортовой компьютер при наступлении утра.

### Научная аппаратура
«Луна-25» имела массу 1605 кг в заправленном виде (1000 кг из них — топливо). В связи с потерей «Фобос-Грунта» учёные пересмотрели планы лунной программы. Почти вдвое было сокращено количество и вес приборов на орбитальном зонде: для повышения надёжности прилунения вместо 34 килограммов осталось около 20 килограммов.
| Наименование                                                               | Тип прибора                                                                | Масса                                                                      | Задача | Производитель                                                              | Комментарий |
| Поиск воды и летучих соединений, изучение элементного и изотопного состава | Поиск воды и летучих соединений, изучение элементного и изотопного состава | Поиск воды и летучих соединений, изучение элементного и изотопного состава | Поиск воды и летучих соединений, изучение элементного и изотопного состава                                                                              | Поиск воды и летучих соединений, изучение элементного и изотопного состава | Поиск воды и летучих соединений, изучение элементного и изотопного состава |
| -------------------------------------------------------------------------- | -------------------------------------------------------------------------- | -------------------------------------------------------------------------- | --- | -------------------------------------------------------------------------- | --- |
| АДРОН-ЛР                                                                   | Детектор нейтронов и гамма-лучей                                           | 6,2 кг                                                                     | Изучение элементного состава и содержания водорода в реголите методом активной нейтронной гамма-спектроскопии. Прибор просветит грунт на глубину 60 см. | ИКИ                                                                        | Изготовлен в 2019 году. Похожий детектор в будущем планируется установить на аппарат «Луна-27». |
| ЛАЗМА-ЛР                                                                   | Лазерный масс-анализатор                                                   | 2,7 кг                                                                     | Измерения химического, элементного и изотопного состава реголита                                                                                        | ИКИ                                                                        | Прибор содержит 11 ячеек, в которые манипулятор будет складывать отобранные пробы |
| ЛИС-ТВ-РПМ                                                                 | ИК-спектрометр                                                             | 2,3 кг                                                                     | Изучение в видимом и инфракрасном диапазонах минералогического состава поверхностного слоя реголита Луны и содержания в нём воды                        | ИКИ                                                                        | Внешние видеофайлы Сюжет ИКИ РАН о приборе ЛИС-ТВ-РПМ. Март 2016 года |
| Исследования экзосферы                                                     |                                                                            |                                                                            | |                                                                            | |
| АРИЕС-Л                                                                    | Энерго-масс-спектрометр                                                    | 2,5 кг                                                                     | Изучение экзосферы Луны | ИКИ                                                                        | |
| ПмЛ                                                                        | Прибор пылевого мониторинга                                                | 1,0 кг                                                                     | Исследование физических характеристик лунной пылевой экзосферы и поверхностного реголита, рассеиваемого под действием микрометеоритных воздействий      | ИКИ                                                                        | |
| Научно-технологические эксперименты                                        |                                                                            |                                                                            | |                                                                            | |
| СТС-Л                                                                      | Телевизионная система                                                      | 8,1 кг                                                                     | Панорамная стереосъёмка, съёмка при посадке аппарата, обеспечение работы ЛМК                                                                            | ИКИ                                                                        | Аппаратура бортового телевидения включала 8 камер: 4 широкоугольные камеры для панорамной съёмки окружающего ландшафта, 2 узкоугольные стереокамеры на общем основании для съёмки рабочего поля ЛМК и управления операциями по работе с грунтом, 2 камеры на кронштейне двигательной установки КА для съёмки поверхности Луны в процессе снижения и посадки с целью отработки технологии создания системы высокоточной и безопасной посадки |
| БУНИ                                                                       | Блок обеспечения работы научных приборов (кроме СТС-Л)                     | 2,4 кг                                                                     | Коммутация электропитания и управления научной аппаратурой, сбор, хранение и передача телеметрической научной информации и бортовые системы аппарата    | ИКИ                                                                        | |
| ЛМК                                                                        | Рука-манипулятор                                                           | 5,9 кг                                                                     | Доставка образцов реголита в прибор ЛАЗМА-ЛР, изучение механических свойств реголита, наведение ЛИС-ТВ-РПМ на объекты вблизи аппарата                   | ИКИ                                                                        | Рука-манипулятор ЛМК с грунтозаборным ковшом сможет отбирать реголит с размером частиц до 2,8 мм с глубины около 15-30 см. За период эксплуатации она должна будет отобрать не менее 30 проб объёмом до 2 см³ каждая. Радиус действия манипулятора составляет 1,5 метра. Манипулятор предназначен для того, чтобы удалять верхний слой грунта с помощью ковша, брать образец грунта и доставлять его в аналитический прибор на борту аппарата для определения состава грунта. В нём установлены стереокамеры и инфракрасный спектрометр для измерения грунта и его состава. Являлся улучшенной версией комплекса для аппарата «Фобос-Грунт» со своей системой управления |
| Пилот-Д                                                                    | Телекамера-демонстратор                                                    |                                                                            | Съёмка поверхности Луны с низкой окололунной орбиты для отработки оптического канала будущей европейской системы высокоточной и безопасной посадки      | ЕКА / ИКИ                                                                  | Поставлена в Россию в апреле 2021 года. В апреле 2022 года «Пилот-Д», в связи с развязанной военной агрессией России против Украины, решением Европейского космического агентства изъята из состава полезной нагрузки «Луны-25». |
| Внешние видеофайлы                                                         |                                                                            |                                                                            | |                                                                            | |
|                                                                            | Сюжет ИКИ РАН о приборе ЛИС-ТВ-РПМ. Март 2016 года                         |                                                                            | |                                                                            | |

Автоматические станции для полетов на средние широты и в полярные районы Луны конструкционно сильно отличаются друг от друга. К примеру, у полярной станции солнечные батареи находятся по бокам, потому что Солнце на лунном полюсе поднимается совсем низко над горизонтом. Во многих отношениях «Луна-25» — это первая разработка полярного спускаемого аппарата, не имеющая аналогов.
Представитель НПО им. Лавочкина утверждал в 2019 году, что доля иностранных комплектующих в составе служебной аппаратуры не превышала 40 %, а западные санкции оказывали незначительное влияние на разработку «Луны-25».

### Технические характеристики
| Характеристики космического аппарата (КА)                                              | Значение | Примечание/ссылка                                |
| -------------------------------------------------------------------------------------- | -------- | ------------------------------------------------ |
| Полная масса космического аппарата, кг                                                 | 1750     | [ 4 ]                                            |
| Сухая масса космического аппарата, кг                                                  | ≈700     |                                                  |
| Масса научных приборов, кг                                                             | 30       | [ 5 ]                                            |
| Энергопотребление космического аппарата, Вт                                            | 100      |                                                  |
| Солнечные батареи, шт                                                                  | 4        |                                                  |
| Общая генерируемая электрическая мощность солнечных батарей, Вт                        | 821      |                                                  |
| Диапазон радиочастот линии «Земля — КА»                                                | С        | командная информация                             |
| Диапазон радиочастот линии «КА — Земля»                                                | С, Х     | С — служебная информация, Х — научная информация |
| Скорость передачи командной и служебной информации, Кбит/с                             | до 1     |                                                  |
| Скорость передачи научной информации, Мбит/с                                           | до 4     |                                                  |
| Максимальная дальность радиосвязи, обеспечиваемая наземными и бортовыми средствами, км | 410 000  |                                                  |
| Срок активного существования на Луне, лет                                              | 1        |                                                  |

## Финансирование проекта
- В 2014 году, согласно проекту Федеральной космической программы на 2016—2025 годы, общий объём финансирования по созданию «Луны-25» должен был составить 2 млрд 980 млн рублей[22].
- 12 октября 2016 года на портале госзакупок был размещён контракт, согласно которому Роскосмос планирует потратить на создание «Луны-25» 4,5 млрд рублей до конца 2019 года[23].
- 13 декабря 2020 года на портале госзакупок был размещён контракт, согласно которому Роскосмос выделит НПО им. Лавочкина дополнительные 1,4 миллиарда рублей на завершение создания «Луны-25», лётные испытания, подготовку к запуску, запуск и выполнение программы научных исследований[24].
- 22 августа 2023 года историк космонавтики Александр Железнов оценил общую стоимость задания в 12,6 млрд рублей[25] (затраты на создание станции, а также затраты на изготовление ракеты-носителя, разгонного блока и пусковые услуги).

Госконтракты
1. Закупка № 0995000000216000212 «Создание космического комплекса для исследований Луны (Шифр ОКР: „Луна-Глоб“)»[26].

## Организации и руководители
- Государственная корпорация по космической деятельности «Роскосмос»[что?].
- Головная организация: АО «Научно-производственное объединение им. С. А. Лавочкина» (АО «НПО Лавочкина»).
- Головная организация по научной полезной нагрузке: Институт космических исследований Российской академии наук (ИКИ РАН).
- Лабораторная отработка лунного манипуляторного комплекса (ЛМК) на аналоге лунного грунта, созданного на основе изучения образцов реголита, доставленного в советских проектах Луна-16, Луна-20 и Луна-24: ГЕОХИ РАН им. В. И. Вернадского.
- Разработка инерциального блока «БИУС-Л»: НПЦАП им. Пилюгина.
- РИТЭГ и тепловой блок: Всероссийский научно-исследовательский институт экспериментальной физики.
- Кооперация по созданию прибора АРИЕС-Л: ИКИ РАН и «Астрон Электроника».
- Научный руководитель проекта: академик Лев Матвеевич Зелёный (ИКИ РАН).
- Главный конструктор: Павел Казмерчук[9].

## История проекта
Работа над посадочным аппаратом, который ранее назывался «Луна-Глоб», началась в 2005 году. «Луна-Глоб» задумывалась как сеть сейсмических станций на лунной поверхности, но позднее проект был переработан и в настоящее время[когда?]

 фактически повторяет первоначальные исследования Луны в СССР, проведённые в 1960—1970-е годы. Основные этапы — мягкая посадка малой автоматической станции — аналог «Луны-9», луноход, доставка грунта — аналог «Луна-16».
Первоначально запустить зонд к Луне планировалось в 2014 году. Запуск не состоялся в связи с решением о замене ракеты-носителя «Союз» на «Зенит» по причине неполного соответствия первой по некоторым ключевым характеристикам. После аварии автоматической межпланетной станции «Фобос-Грунт» запуск решили перенести на 2015 год. По результатам проведённой ревизии проекта было принято решение о замене бортового компьютера (аналогичного тому, что был установлен на «Фобос-Грунте») на более надёжный, аналогичный разработанному для нового поколения «Глонассов» — «Глонасс-К».
- В январе 2013 года был подписан контракт Роскосмоса с НПО имени Лавочкина на создание посадочного лунного зонда «Луна-25» (старое название «Луна-Глоб»)[35];
- 15 октября 2013 года было объявлено о переносе запуска аппарата на 2016 год[36], при этом зонд будет использован в основном для отработки технологии посадки, комплекс научной аппаратуры сведен к минимуму. Следующий аппарат — орбитальный зонд «Луна-26» (прежние названия: «Луна-Глоб-2», затем «Луна Глоб-1 ОА») — должен был отправиться в космос в 2018 году, а тяжёлый посадочный зонд «Луна-27» (ранее «Луна-Ресурс») — в 2019 году. Посадочные зонды планируется отправлять в полярные регионы Луны[37]. Также в октябре 2013 года стало известно, что конструкторский, вибропрочностный и антенный макеты зонда готовы и проходят разные стадии испытаний. В то же время технологический образец — последняя стадия перед постройкой летного образца, который и отправится к Луне — будет готов к концу 2014 года[34];
- 22 октября 2013 года на заседании совета главных конструкторов был представлен и одобрен обновлённый и доработанный вариант проекта лунного зонда «Луна-Глоб»[38] (переименован в «Луна-25»)[6]. Новый вариант проекта предполагает минимизацию применения технических решений, не имеющих летной квалификации;
- К лету 2016 года были проведены антенные и макетно-конструкторские испытания, испытаны двигатели и элементы двигательной установки. На следующем этапе работ на стенде с имитатором лунного грунта будет отрабатываться технология мягкой посадки;
- 18 августа 2017 года Роскосмос принял конструкторский макет космической станции «Луна-25», запуск аппарата был намечен на 2019 год[39][40];
- 11 мая 2018 года стало известно, что Швеция вышла из проекта «Луна-25», а прибор XSAN, изначально разрабатывавшийся для российской АМС, отправится к Луне на китайской станции «Чанъэ-4»[41]. Таким образом, задачи по изучению ионной и нейтральной лунной экзосферы будут выполняться в эксперименте с российским прибором «Ариес-Л»[42];
- 11 мая 2018 года Совет РАН по космосу предложил перенести запуск аппарата с 2019 года на июнь-октябрь 2021 года вследствие задержки сроков разработки прибора «БИУС-Л» и неблагоприятных баллистических условий вывода космического аппарата на окололунную орбиту в 2020 году[43][44];
- 19 марта 2019 года вице-президент РАН Юрий Балега сообщил СМИ, что запуск Луны-25 может состояться в 2022—2024 гг[45]. В этот же день Роскосмос опроверг слова Балеги, уточнив, что сроки запуска в 2021 году не переносились[46];
- 20 апреля 2019 года представитель НПО им. Лавочкина сообщил СМИ, что предприятие в этом году завершит разработку конструкторской документации и проведёт испытания составных частей «Луны-25»[47];
- 23 мая 2019 года Дмитрий Рогозин, выступая с лекцией в МГУ им. М. В. Ломоносова, продемонстрировал фото аппарата «Луна-25» «в железе» на НПО имени С. А. Лавочкина[48][49];
- 19 ноября 2019 года начальник лаборатории робототехники ИКИ РАН Татьяна Козлова сообщила СМИ, что лётный образец манипулятора, созданный в институте, прошёл все испытания и готов для установки на космический аппарат[50];

- 26 декабря 2019 заведующий отделом ядерной планетологии ИКИ РАН Игорь Митрофанов сообщил СМИ, что конструкторско-доводочные испытания детектора АДРОН завершились, а испытания летных образцов завершатся до конца 2019 года, после чего приборы передадут НПО им. С. А. Лавочкина для установки на борту «Луны-25»[51];
- 1 апреля 2020 года заведующий отделом ядерной планетологии Института космических исследований РАН Игорь Митрофанов сообщил СМИ, что лётный образец детектора нейтронов и гамма-лучей АДРОН, который определит состав реголита в полярных областях Луны, прошёл испытания и передан в феврале в НПО им. Лавочкина[52];
- 14 апреля 2020 года генеральный директор НПО им. Лавочкина Владимир Колмыков сообщил СМИ, что «Луна-25» находятся на стадии наземной отработки экспериментальных изделий[53];
- 30 апреля 2020 года СМИ сообщили о намерении Совета РАН по космосу обратиться к российскому правительству в решении проблемы своевременного обеспечения «Луны-25» радиоизотопными источниками электрической и тепловой энергии массой 6,7 кг в целях теплового обеспечения станции во время лунной ночи (14,5 земных суток)[54];
- 17 июля 2020 года СМИ сообщили, что НПО им. Лавочкина планирует приобрести в Швейцарии четыре сферических отражателя, в США — 250 магнитных держателей и другую оснастку в целях проведения юстировочных работ для «Луны-25». Использование иностранной аппаратуры для проверки российской лунной станции предприятие объясняет отсутствием российских аналогов[55];
- 28 сентября 2020 года пресс-служба НПО им. Лавочкина сообщила, что тепловакуумные испытания теплового макета «Луны-25», проходившие с июля по сентябрь, завершены. В наземные испытания макета входили атмосферные тепловые испытания в вакуумной камере, которая имитирует работу аппарата на стартовом комплексе, а также тепловакуумные испытания, которые показывают, как космический аппарат работает во время полета. Сейчас продолжаются тепловые атмосферные испытания, которые имитируют работу космического аппарата на техническом комплексе космодрома[56];
- 20 февраля 2021 года Роскосмос сообщил об успешном проведении акустических испытаний аппарата в РКК «Энергия»[57].
- По состоянию на середину марта 2021 года «Луна-25» находится в чистовой камере контрольно-измерительной станции НПО им. Лавочкина, где проводятся её комплексные электрические испытания[58][59].
- 18 марта стало известно, что не готовы два служебных прибора, необходимых для посадки станции: инерциальный блок «БИУС-Л» (блок измерения угловых скоростей) и доплеровский измеритель скорости и дальности (ДИСД-ЛР), который должен поставить концерн «Вега»[60].
- 9 апреля 2021 года европейская камера «Пилот-Д» для обеспечения высокоточной посадки «Луны-25» отправлена в Россию[61].
- 16 апреля 2021 года в Роскосмосе сообщили, что на космодром Восточный доставлен макет (сборка габаритная) аппарата «Луна-25», предназначенный для проведения комплексных испытаний технических средств и систем на космодроме. Работы по графику запланированы летом этого года. В ходе испытаний будет отработана технология работ с изделием на космодроме для обеспечения последующего запуска лётного изделия[62].
- 5 мая 2021 года научно-производственный центр автоматики и приборостроения им. Пилюгина передал в НПО им. Лавочкина прибор для системы навигации «БИУС-Л»[63]. Изначально прибор должен был быть изготовлен к февралю 2020 года.
- 7 июля 2021 года в холдинге РКС приступили к испытанием бортовой аппаратуры командно измерительной системы для станции «Луна-25»[64].
- 6 августа 2021 года концерн «Вега» поставил НПО им. Лавочкина прибор ДИСД-ЛР (предполагалось, что прибор будет поставлен в июне)[65].

- 24 августа 2021 года генеральный конструктор НПО им. Лавочкина Александр Ширшаков сообщил СМИ, что перенос запуска «Луны-25» с октября 2021 года на май 2022 года связан в двумя причинами: 1) необходимость завершения огневых испытаний двигательной установки, с которой возникли проблемы; 2) необходимость дополнительного времени для отработки систем станции. Предприятию осталось завершить комплексные испытания «Луны-25», произвести окончательную сборку аппарата, его электрические испытания в термовакуумной камере и заключительные операции перед отправкой на космодром Восточный, которая планируется за месяц-полтора до намеченного в мае запуска. Пусковое окно для отправки к Луне в 2022 году первой российской автоматической станции будет с мая по октябрь[66].
- 16 октября 2021 года глава Роскосмоса Дмитрий Рогозин сообщил о завершении сборки аппарата «Луна-25»:

«Аппарат собран, проводится дополнительная проверка, испытания. Просто мы выбираем наиболее удобные маршруты баллистические <…> мы посчитали, в целом, можно лететь и с мая месяца, но баллистики просят сделать [запуск] в середине июля. Поэтому дату скоро продлят, мы спокойно подойдём к этому запуску». — 16 октября 2021 года — https://www.roscosmos.ru/32981/
- 10 ноября 2021 года на космодром Восточный из НПО им. Лавочкина прибыл разгонный блок «Фрегат», предназначенный для выведения «Луны-25» на орбиту спутника Земли[67][68].
- 13 ноября 2021 года пресс-служба Роскосмоса сообщила СМИ, что специалисты НПО им. Лавочкина совместно с АО "Концерн «Вега» выявили неисправность в доплеровском измерителе скорости и дальности (ДИСД-ЛР) во время проверки работоспособности прибора на маловысотном стенде. Однако устранение неисправности запланировано уже на 22 ноября и не потребует разработки нового прибора, что позволит обеспечить запуск «Луны-25» в пусковое окно, которое начинается в мае 2022 года[69]. В концерне «Вега» пояснили СМИ, что в ДИСД-ЛР нет технических неисправностей — во время испытаний показатели прибора вышли за пределы плановых значений при испытаниях на влажном грунте, хотя во время реальной посадки на Луну радиоаппаратура будет работать только с сухим грунтом, так как в условиях практически полного вакуума вода испаряется с лунной поверхности. Специалисты концерна теперь программно настроят ДИСД-ЛР на корректную работу со всеми типами грунта, чтобы устранить возможное влияние характеристик отражающей поверхности в ходе дальнейших наземных испытаний[70].
- 3 декабря 2021 года Роскосмос сообщил, что на стартовом комплексе космодрома Восточный проводится дооборудование технологических систем для подготовки к запуску автоматической межпланетной станции «Луна-25». Специалисты космодрома Восточный модернизировали сразу нескольких систем, среди которых: термостатирование высокого давления, автоматизированная система управления технологического оборудования и воздушно-жидкостная система обеспечения температурного режима. На верхних площадках 52-метровой Мобильной башни обслуживания проводятся автономные испытания нового оборудования, установленного в рамках обеспечения пуска ракеты-носителя с космическим аппаратом[71].
- 29 марта 2022 года СМИ сообщили о завершении испытаний высокоточной системы посадки «Луны-25»[72]. Работу доплеровского измерителя скорости и дальности (ДИСД-ЛР) проверили на вертолёте, воздушном шаре, также он был спущен на парашюте[73].
- 13 апреля 2022 года Европейское космическое агентство сообщило о приостановке сотрудничества с Роскосмосом по лунным и по марсианским проектам вследствие российского вторжения на Украину. Таким образом, «Луна-25» лишилась европейской навигационной камеры Pilot-D[74][75]. Камера была необходима для испытания технологий посадки следующей лунной станции «Луна-27»[76].

- 28 мая 2022 года заведующий отделом ядерной планетологии ИКИ РАН Игорь Митрофанов сообщил СМИ, что «Луна-25» проходит заключительные испытания, после чего будет принято решение о сроках запуска. Источник в ракетно-космической отрасли сообщил СМИ, что решение по срокам может быть принято в конце июня[77].
- 13 июня 2022 года из НПО им. Лавочкина летный экземпляр «Луны-25» был отправлена в НИЦ РКП (г. Пересвет) для проведения комплексных электрических испытаний в вакуумной камере ВК 600/300. Данные испытания проводятся с целью проверки функционирования лётного образца космического аппарата в условиях, максимально приближенным к реальным условиям его эксплуатации (космический вакуум, пониженные и повышенные температурные нагрузки). После завершения испытаний космический аппарат в июле будет возвращён в НПО им. Лавочкина для проведения дальнейших работ. Весь комплекс наземно-экспериментальной отработки «Луны-25» перед отправкой на космодром планируется завершить летом текущего года[78][79].
- 8 июля 2022 года в подмосковном НИЦ РКП завершились тепловакуумные испытания «Луны-25». Космический аппарат выдержал все термоциклы, предельно холодные и предельно горячие режимы[80].
- 4 октября 2022 года генеральный директор НПО им. Лавочкина Владимир Колмыков сообщил СМИ, что для достижения заданной вероятности успешной посадки с учётом достигнутых характеристик ДИСД-ЛР, которые не отвечают техническим требованиям, необходима доработка и дополнительные испытания алгоритмов и программного обеспечения управления посадкой. В ближайшие месяцы пройдут мероприятия по доработке и дополнительным испытаниям алгоритмов и программного обеспечения управления посадкой, отработка нештатных ситуаций, завершение комплексных испытаний бортового комплекса управления[81].
- 14 декабря 2022 года пресс-служба Роскосмоса сообщила, что необходимый для мягкой посадки «Луны-25» доплеровский измеритель скорости и дальности ДИСД-ЛР производства концерна «Вега» госкорпорации «Ростех» прошёл входной контроль, поставлен на НПО им «Лавочкина» и установлен на космический аппарат[82].
- 30 мая 2023 года пресс-служба Роскосмоса сообщила, что для достижения требуемой надёжности реализации лунной программы необходимо провести дополнительные мероприятия по обеспечению устойчивой работы наземных средств управления на этапах проведения коррекций и посадки космического аппарата. В связи с этим дату пуска решено сдвинуть с 13 июля на август[83].
- 11 июля 2023 года — станция «Луна-25» была доставлена на космодром Восточный[84][85].
- С 12 по 16 июля 2023 года специалистами в полном объёме проведены электрические и пневмовакуумные проверки, результаты положительные, замечаний нет[86]. 26 июля станция была заправлена компонентами топлива и сжатыми газами[87]. 1 августа «Луна-25» была пристыкована к разгонному блоку «Фрегат»[88]. 7 августа собрана ракета «Союз-2.1б» с автоматической станцией «Луна-25»[89].
- 7 августа 2023 года в ИКИ РАН завершились испытания в формате «сухого прогона» полётного задания комплекса научной аппаратуры в начальный период работы «Луны-25» на лунной поверхности. Результат испытаний положительный. Подготовленные варианты полётного задания на первые трое земных суток после посадки будут использоваться для управления комплексом научной аппаратуры на борту космического аппарата на начальном этапе работы на лунной поверхности[90].

## Планы по запуску
| Дата               | Планируемая дата запуска | Космодром | Ракета-носитель           |
| ------------------ | ------------------------ | --------- | ------------------------- |
| 2008 год           | 2010 год                 | Байконур  | Союз-2                    |
| 2009 год           | 2012 год                 | Байконур  | Союз-2                    |
| 2010 год           | 2013 год                 | Байконур  |                           |
| 2011 год           | 2014 год                 | Байконур  | Союз                      |
| Ноябрь 2011 года   | Не ранее 2015 года       | Байконур  | Зенит-2                   |
| Октябрь 2013 года  | Не ранее 2016 года       | Восточный |                           |
| Август 2017 года   | 2019 год                 | Байконур  |                           |
| Май 2018 года      | Июнь — октябрь 2021 года | Восточный |                           |
| Март 2020 года     | 1 октября 2021 года      | Восточный | «Союз 2.1б» с РБ «Фрегат» |
| Август 2021 года   | Май 2022 года            | Восточный | «Союз 2.1б» с РБ «Фрегат» |
| Октябрь 2021 года  | Июль 2022 года           | Восточный | «Союз 2.1б» с РБ «Фрегат» |
| Апрель 2022 года   | 22 августа 2022 года     | Восточный | «Союз 2.1б» с РБ «Фрегат» |
| Май 2022 года      | Конец сентября 2022 года | Восточный | «Союз 2.1б» с РБ «Фрегат» |
| Сентябрь 2022 года | Июль-август 2023 года    | Восточный | «Союз 2.1б» с РБ «Фрегат» |
| Февраль 2023 года  | 13 июля 2023 года        | Восточный | «Союз 2.1б» с РБ «Фрегат» |
| Май 2023 года      | 11 августа 2023 года     | Восточный | «Союз 2.1б» с РБ «Фрегат» |

Запуск планировалось произвести с космодрома «Восточный» в ноябре или декабре 2019 года с помощью ракеты-носителя «Союз 2.1б». 17 апреля 2018 года вице-премьер Дмитрий Рогозин в интервью СМИ подтвердил план по запуску аппарата в 2019 году. 28 июня 2018 года Роскосмос перенёс запуск аппарата на 2021 год. 22 сентября 2018 года глава Роскосмоса Дмитрий Рогозин сообщил на своей странице в соцсети, что оптимальным временем запуска аппарата является июль 2021 года. К такому выводу пришли эксперты Российской академии наук. В 2015 году разработчики российского проекта Лунного микроспутника обратились в НПО им. Лавочкина с предложением запустить в качестве попутной нагрузки микроспутник для фотографирования поверхности Луны. Но разработчики Луны-25 отказались рассматривать этот вариант.
29 ноября 2017 года было заявлено, что запуск будет произведён с космодрома «Байконур».
Запуск запланирован на 1 октября 2021 года, запасная дата пуска 30 октября 2021 года.
28 августа 2021 года источник в ракетно-космической отрасли сообщил СМИ, что запуск предварительно назначен на 25 мая 2022 года, в мае пусковое окно будет всего лишь 2-3 дня.
5 октября 2021 года глава Роскосмоса Дмитрий Рогозин в эфире Первого канала заявил, что запуск «Луны-25» сдвинут на два месяца — на июль 2022 года, поскольку пуск в этом месяце предпочтительнее по энергетике.
11 октября 2021 года научный руководитель ИКИ РАН академик Лев Зелёный на 12-м международном симпозиуме по исследованиям Солнечной системы сообщил, что запуск «Луны-25» отложили на июль 2022 года из-за технических проблем.

— В августе мы поймём точно, что получается по срокам. Второе пусковое окно — это февраль 2022 года и третье — это май 2022 года. Февральское окно мы отметаем, потому что там придётся делать очень сложные орбитальные «телодвижения»
Глава Роскосмоса Дмитрий Рогозин о дате запуска «Луны-25», 3 июня 2021 года.

— Мы полетим тогда, когда результаты всех испытаний будут положительными. Если успеем на заявленную дату в октябре, полетим в октябре. Не будем успевать к этой дате — будем испытывать сколько понадобится, чтобы все хвосты подчистить. Могу определённо заявить, что никуда не полетим, пока все испытания не будут успешно завершены — из неудач «Марса-96» и «Фобоса-Грунта» все уроки извлечены.
Заведующий отделом ядерной планетологии ИКИ РАН Игорь Митрофанов о дате запуска «Луны-25», 16 августа 2021 года.

3 ноября 2021 года заведующий отделом ядерной планетологии ИКИ РАН Игорь Митрофанов сообщил СМИ, что окончательное решение по срокам запуска «Луны-25» будет принято в марте-апреле 2022 года, когда будет полное понимание по результатам всех наземных отработок аппарата. Ближайшей датой с точки зрения баллистических требований является 25 мая 2022 года, а хорошие баллистические условия сохранятся до июля 2022 года.
8 апреля 2022 года заместитель генерального конструктора по электрическим системам НПО им. Лавочкина Александр Митькин сообщил СМИ, что 18 июля «Луна-25» будет отправлена на космодром Восточный, а сам запуск состоится 22 августа.
15 апреля 2022 года глава Роскосмоса Дмитрий Рогозин сообщил СМИ, что дата запуска «Луны-25» зависит от результатов повторных испытаний прибора ДИСД-ЛР, без которого невозможно совершить мягкую посадку; дата запуска, обозначенная НПО им. Лавочкина (22 августа), может быть как раньше, так и позже (в сентябре).
18 июля 2022 года руководитель Отдела планетных исследований и космохимии ГЕОХИ РАН академик РАН Михаил Маров сообщил СМИ, что запуск «Луны-25», вероятно, будет отложен до 2023 года
19 июля 2022 года два источника в ракетно-космической отрасли сообщили СМИ, что доплеровский измеритель скорости и дальности ДИСД-ЛР производства концерна «Вега» госкорпорации «Ростех» признан по результатам испытаний мая-июня не соответствующим требованиям технического задания по точности. Чтобы обеспечить высокую вероятность мягкой посадки, потребуется доработка прибора или изменение схемы посадки и алгоритма управления движения аппаратом. Для реализации всех вариантов потребуется перенос запуска «Луны-25» как минимум на 2023 год.
7 сентября 2022 года глава Роскосмоса Юрий Борисов сообщил СМИ, что запуск «Луны-25» переносится на неопределённый срок, предположительно, на 2023 год. В Роскосмосе сообщили, что причиной переноса является несоответствие характеристик доплеровского измерителя скорости и дальности (разработчик — АО "Концерн «Вега») требованиям технического задания. В настоящий момент[когда?]

 НПО им. Лавочкина и кооперация, которая участвует в проекте, ведут анализ вариантов доработки схемы посадки и алгоритмов управления движением космического аппарата. Успешное выполнение этих мероприятий позволит обеспечить запуск «Луны-25» в июле-августе 2023 года. «Росэлектроника» сообщила СМИ, что по рекомендации ИКИ РАН в настоящее время[когда?]

 прорабатывается возможность проведения дополнительных испытаний ДИСД-ЛР над местностью, максимально соответствующей лунной поверхности по отражающим свойствам в радиодиапазоне электромагнитных волн.

— Без прибора ДИСД-ЛР невозможно совершить мягкую посадку. Мы в РАН решили, что нам нужна только победа, и лучше мы подождём один год, но будем уверены, что наш аппарат успешно сядет на Луну, как когда-то, в советское время успешно садились первые советские «Луны».
Научный руководитель ИКИ РАН, академик Лев Зелёный, 7 сентября 2022 года.

20 сентября 2022 года руководитель отдела ядерной планетологии ИКИ РАН Игорь Митрофанов сообщил СМИ, что запуск «Луны-25» может состояться в июле 2023 года. По словам Митрофанова, специалистам НПО им. Лавочкина необходимо провести дополнительные работы с приборами, которые контролируют движение аппарата во время посадки. В особенности, когда он приближается к поверхности Луны. Впоследствии запуск был перенесён на 11 августа 2023 г. и состоялся в эту указанную дату.

### Влияние западных санкций на проект
СССР, частью которого в то время была Россия, последний раз послал аппарат на Луну в 1976 году. Пройдя через ряд неуспешных космических заданий («Фобос-Грунт» в 2011 году не смог даже покинуть орбиту Земли)), Россия множество раз переносила запуск лунной станции, в том числе из-за наложенных в 2014 году санкций, в особенности из-за недостатка электроники.
Волоконно-оптический гироскоп БИБ (Блок инерциальный бесплатформенный), который должен был использоваться в системе навигации и за разработку которого отвечало НПО ИТ, в 2018 году не прошёл вибрационных испытаний, в то время, как его точность важна именно при посадке аппарата на Луну, когда он испытывает значительную тряску. Заменить его на аналогичный иностранный прибор Astrix 1000 было невозможно из-за санкций. В результате пришлось менять разработчика на НПЦАП им. Пилюгина, разрабатывать новый прибор «БИУС-Л» из отечественных комплектующих и в очередной раз переносить запуск на 2 года.

### Планируемое место посадки

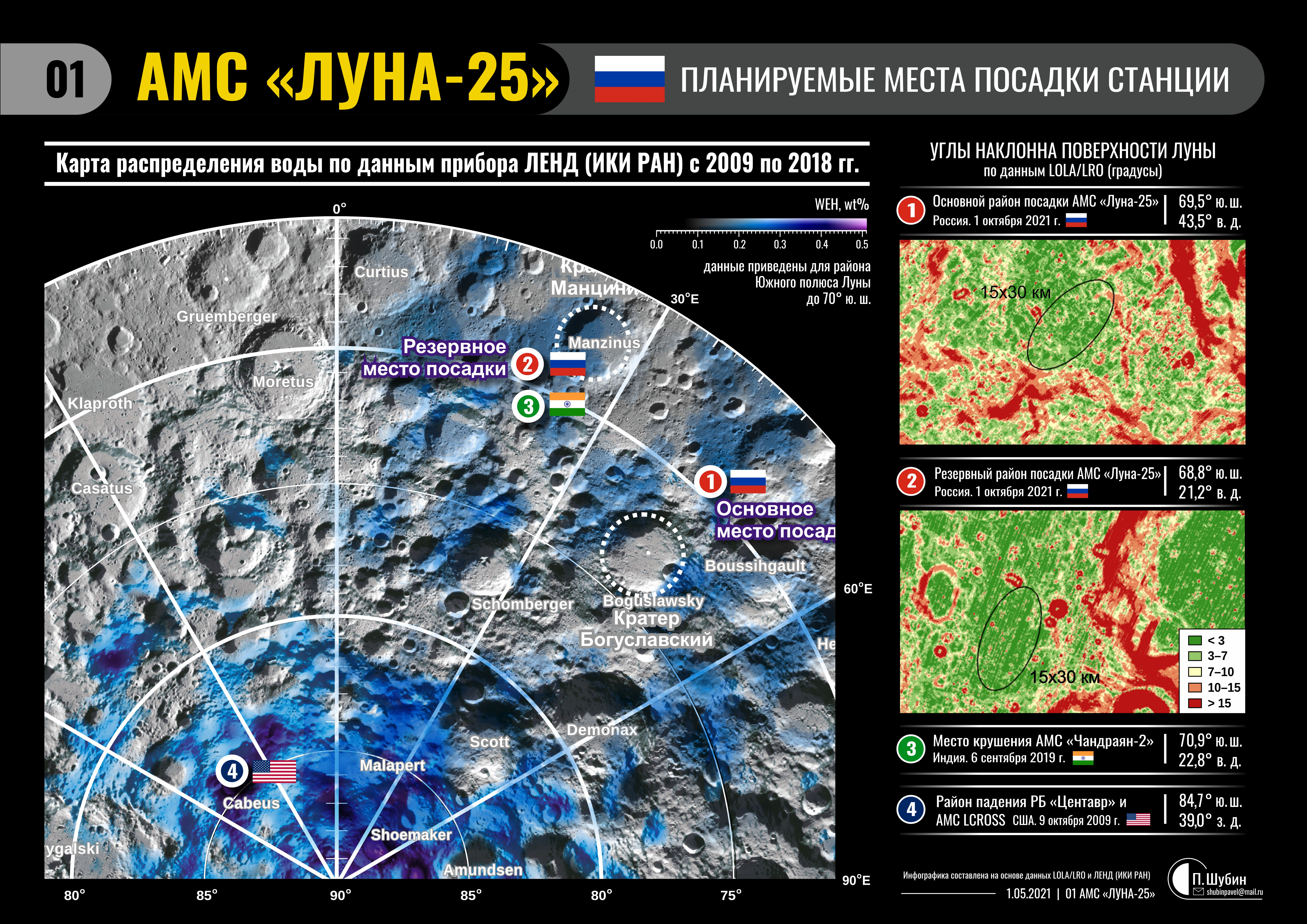
Основное и резервное места посадки АМС «Луна-25»

Критериями для выбора места посадки служат значения уклонов кратера, общая доля иллюминации. Также лунный аппарат должен находиться в месте, удобном для радиосвязи и зарядки солнечных батарей. Поиски районов посадки велись по картам, составленным на основе данных американского аппарата Lunar Reconnaissance Orbiter, в том числе на основе данных нейтронного детектора ЛЕНД, разработанного в ИКИ РАН.
В 2011 году были определены шесть возможных районов для посадки автоматических зондов — три на Северном полюсе и три на южном. В 2013 году рассматривались только варианты посадки на Южном полюсе, причём приоритет имели не научные соображения, а инженерные, поскольку главная задача самого задания — отработка технологии посадки зондов для будущих заданий Роскосмоса. Район посадки для Луны-Глоб должен быть ровным и иметь размер около 30 километров. По состоянию на август 2015 года в качестве возможного варианта в качестве модели для программной отработки посадки рассматривался кратер Богуславский, однако, в январе 2018 года учёные сообщили, что он не вошёл в число благоприятных посадочных мест.
К середине 2016 года НПО им. Лавочкина совместно с ИКИ РАН из девяти возможных мест прилунения определили основную и резервную точку посадки. При анализе принимались во внимание четыре аспекта:
- область с наибольшей концентрацией воды;
- технические ограничения при посадке;
- особенности ретрансляции сигнала на Землю (передача радиосигнала с приполярных областей возможна лишь с перерывами, поэтому часть времени станция должна будет действовать в автоматическом режиме[8]);
- наличие относительно ровной поверхности в предполагаемой области посадки (наклон аппарата при посадке должен быть не больше 15 градусов).

В 2016 году основным претендентом на место посадки был выбран кратер Манцини. По состоянию на конец января 2018 года фигурировали два возможных места посадки — основной район, расположенный к северу от южного полярного кратера Богуславский с координатами около 69°30′ ю. ш. 43°30′ в. д. / 69,5° ю. ш. 43,5° в. д., и резервный район к юго-западу от кратера Манцини с координатами около 68°48′ ю. ш. 21°12′ в. д. / 68,8° ю. ш. 21,2° в. д.. Кроме того, были уточнены инженерные требования к месту посадки: уклон местности не должен превышать 7 %, освещённость Солнцем должна составлять не менее 40 % от лунных суток, помимо этого должна быть обеспечена постоянная радиовидимость аппарата с Земли. Также в качестве резервного места фигурировал кратер Пентланд-А.

## Ход задания

### Запуск
- 11 августа 2023 года в 02:10:57,189 по московскому времени с площадки 1С космодрома Восточный в Амурской области был выполнен пуск ракеты-носителя «Союз-2.1б» с разгонным блоком «Фрегат» и автоматической станцией «Луна-25». Ракета-носитель отработала в штатном режиме, разгонный блок отделился от третьей ступени ракеты и вывел автоматическую станцию на траекторию перелёта к Луне[11][144]. Первым включением двигателя «Фрегат» вывел станцию на круговую орбиту высотой около 200 километров[145]. По плану, через 1 час 20 минут после старта должно было произойти второе включение для отделения станции от разгонного блока, чтобы продолжить полёт к Луне. Сам разгонный блок «Фрегат» должен был выйти на высокоэллиптическую орбиту[146]. Отделение произошло успешно, и АМС вышла на заданную траекторию для полёта к Луне[147].

### Полёт к Луне
- 12 августа 2023 года в 16:00 мск была произведена первая коррекция орбиты, когда «Луна-25» находилась на расстоянии примерно 230 тысяч километров от Земли; двигательная установка проработала 46 секунд[148].
- 13 августа 2023 года на расстоянии от Земли около 310 тысяч километров были проведены первые включения комплекса научной аппаратуры, разработанного ИКИ РАН. Служебная телеметрическая информация со всех приборов показала их штатное функционирование. Были получены первые данные измерений на перелёте к Луне, научная команда проекта приступила к их обработке[149]. Камерами бортового телевидения СТС-Л были получены первые снимки, на которых видны элементы конструкции «Луны-25» на фоне Земли, а прибор АДРОН-ЛР измерил радиационный фон на «луннике», значительный вклад в который вносят галактические космические лучи[150].
- 14 августа 2023 года в 06:40 мск была произведена вторая коррекция орбиты; двигательная установка проработала 24,3 секунды[151].
- 16 августа «Луна-25» в 12:03 мск вышла на орбиту Луны. Это было обеспечено двумя включениями двигательной установки автоматической станции. Первое включение было выполнено в 11:57 мск корректирующим тормозным двигателем и длилось 243 секунды, второе — двигателями мягкой посадки и длилось 76 секунд[152].

### Окололунная промежуточная орбита
- 17 августа в 08:23 мск «Луна-25» провела телевизионными камерами комплекса СТС-Л первую съёмку лунной поверхности — южного полярного кратера Зееман на обратной стороне Луны (75°04′ ю. ш. 135°04′ з. д. / 75,07° ю. ш. 135,06° з. д.G). Также были проведены наблюдения с помощью приборов АДРОН-ЛР и ПмЛ и АРИЕС-Л. Были измерены потоки гамма-лучей и нейтронов от поверхности Луны, а также получены параметры окололунной космической плазмы и газопылевой экзосферы на окололунной орбите[153].
- 18 августа в 09:20 мск двигательная установка «Луны-25» выполнила коррекцию орбиты длительностью 40 секунд. Её цель — обеспечение наилучших условий для последующего построения предпосадочной орбиты. Коррекция прошла штатно, все бортовые системы «Луны-25» работали нормально, связь была устойчивой[154].

### Потеря станции
- 19 августа в 14:58 мск станция «Луна-25» была потеряна[155]. Согласно данным, предоставленным Роскосмосом, связь со станцией прервалась 19 августа около 14:57 мск[156]. Разрыву связи предшествовала очередная коррекция, в результате которой аппарат должен был занять предпосадочную эллиптическую орбиту с периселением 18 км и апоселением 100 км[157]. Коррекция орбиты должна была начаться 19 августа в 14:10 мск, примерное значение характеристической скорости манёвра — 19 м/с[158]. В тот же день в 18:35 мск Роскосмос объявил о нештатной ситуации, «которая не позволила выполнить манёвр с заданными параметрами»[159]. Попытки восстановить связь не увенчались успехом, и 20 августа в 11:50 мск было объявлено о столкновении станции с Луной в результате перехода на нерасчётную орбиту[156]. Скорость станции в момент столкновения с Луной составила 1,7 км/с[160].

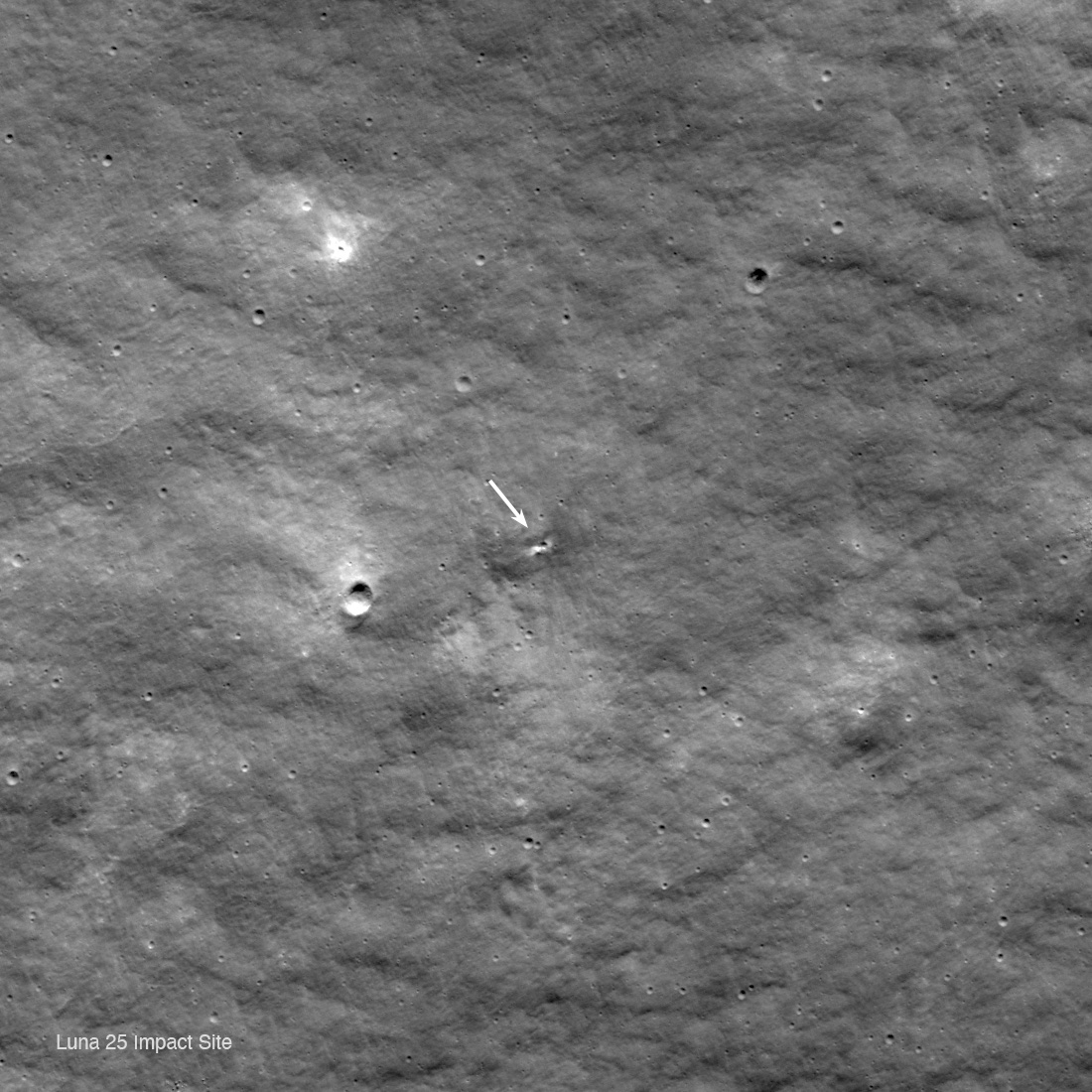
Вероятное место падения «Луны-25»

### Вероятное место падения
По результатам математического моделирования, выполненного Институтом прикладной математики имени М. В. Келдыша РАН, «Луна-25» упала на поверхность Луны в 42-километровом кратере Понтекулан G в области юго-восточного лимба Луны 19 августа в 14:58 по московскому времени.
31 августа 2023 года НАСА опубликовало снимок поверхности Луны, сделанный 24 августа окололунным спутником Lunar Reconnaissance Orbiter в пределах расчётного района падения. На снимке виден новый кратер диаметром около 10 метров на внутреннем склоне юго-западного края кратера Понтекулан G, образовавшийся после предыдущей фотосъёмки местности в июне 2022 года, наиболее вероятно — в результате падения «Луны-25». Судя по местоположению кратера, «Луна-25» не долетела до запланированного места прилунения около 400 километров.

## Версии аварии станции
- 20 августа 2023 года СМИ со ссылкой на ряд Телеграм-каналов сообщили, что, по неофициальным сведениям, аппарат получил импульс на торможение в полтора раза больше расчётного, что и привело к столкновению с поверхностью[162]. 
 Ведущий научный сотрудник ИКИ РАН Натан Эйсмонт сообщил СМИ, что ещё до перехода на предпосадочную орбиту расчётные параметры станции стали отличаться от номинальных (и при возникшей проблеме следовало бы подождать и отложить переход на предпосадочную орбиту, поскольку запас времени имелся)[163]; то, что вначале казалось несущественным отклонением, переросло в аварию[164].
- 11 сентября неназванный источник сообщил РИА «Новости», что причиной крушения «Луны-25» могла стать неисправность прибора «БИУС-Л» (блок измерения угловых скоростей), который фиксировал угловые скорости и линейные ускорения аппарата и использовался для определения ориентации и скорости полëта «Луны-25». «БИУС-Л» является новой разработкой и не проходил испытаний в космосе[165][166]. Однако прибор «БИУС-Л» резервирован на борту в количестве 2 штук и, по словам Натана Эйсмонта, ключевую роль прибора «БИУС-Л» в аварии станции на заседании комиссии не признали[167].

Причины нештатной работы двигателя будет устанавливать аварийная комиссия, которая уже приступила к работе. Полученные результаты будут учтены при запуске следующих аппаратов.
Версия главы Роскосмоса Юрия Борисова
21 августа 2023 года глава «Роскосмоса» Юрий Борисов в интервью телеканалу «Россия-24» сообщил, что в ходе коррекции орбиты 19 августа в 14:10 мск (станция находилась в зоне устойчивой радиосвязи) двигательная установка «Луны-25» включилась и проработала 127 секунд (по временной отсечке) вместо запланированных 84 (по циклограмме). Это стало основной причиной аварии аппарата. При этом, перед загрузкой на борт аппарата полётное задание по коррекции орбиты неоднократно моделировалось на наземном стенде. 

15 сентября Ю. Борисов сообщил СМИ, что «Луна-25» разбилась из-за того, что не включился акселерометр, поэтому корректирующий двигатель не смог вовремя прекратить работу. 
Причины инцидента продолжает устанавливать комиссия, работа которой должна завершиться к концу сентября.
Выводы аварийной комиссии
3 октября глава «Роскосмоса» Ю. Борисов сообщил СМИ, что работа аварийной комиссии завершена и госкорпорация готовит итоговый акт о причинах крушения станции «Луна-25» для отправки его в правительство. 
Установлено, что наиболее вероятной причиной аварии «Луны-25» стало нештатное функционирование бортового комплекса управления, связанное с невключением блока акселерометров в приборе БИУС-Л из-за возможной программной ошибки: в бортовой комплекс управления приходили нулевые сигналы с акселерометров, это не позволило при выдаче корректирующего импульса зафиксировать момент набора требуемой скорости и произвести своевременное выключение двигательной установки космического аппарата, в результате чего её отключение произошло по временной команде.

## Последствия аварии «Луны-25» для российской лунной программы
21 августа 2023 года глава Роскосмоса Юрий Борисов сообщил СМИ, что работы по аппаратам «Луна-26» и «Луна-27» будут форсироваться.
Академик РАН Михаил Маров призвал в кратчайшие сроки повторить концептуально проект «Луна-25».  
Также,  историк космонавтики Александр Железняков заявил СМИ, что необходимо найти средства и возможности, чтобы создать и запустить аналог станции[значимость факта?]: для дальнейшего развития российской лунной программы необходимо освоить манёвр мягкой посадки, а аналогичный «Луне-25» аппарат можно создать за 2—2,5 года. Затраты на повторение миссии он оценивает в 4—5 млрд рублей (стоимость создания «Луны-25» вместе с запуском он оценил в 12,6 млрд рублей).
25 августа 2023 года у главы Роскосмоса Юрия Борисова состоялась встреча с разработчиками «Луны-25» в НПО им. Лавочкина, где он обсудил с работниками предприятия и российскими учёными возможные причины неуспеха на завершающей стадии миссии, а также перспективы российской лунной программы, в том числе вариант повторения в 2025—2026 годах миссии по посадке космического аппарата на южный полюс Луны.